# Ernest Besnier
Pour les articles homonymes, voir Besnier.
Ernest-Henri Besnier, né à Honfleur (Calvados) le 21 avril 1831 et mort le 15 mai 1909 dans le 8e arrondissement de Paris, est un médecin et dermatologue français.

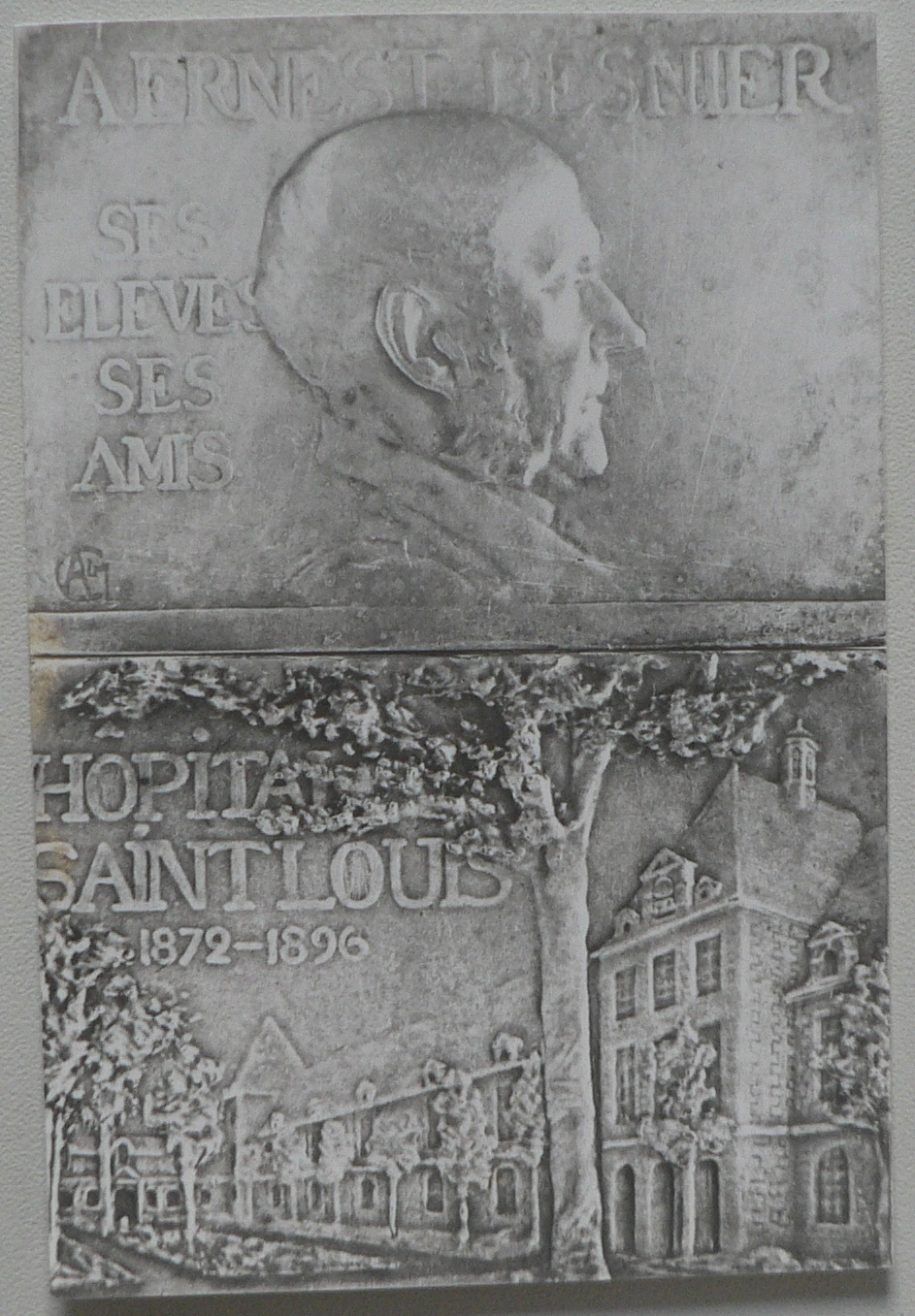
Plaque Ernest Besnier.

## Biographie
Fils de Mathieu-Louis-François Besnier, contrôleur principal des Douanes à Orléans, et de Marie-Thérèse-Virginie Lefevre, son frère Alfred Besnier, sera directeur au Ministère des Postes et vice-président de la Compagnie des messageries maritimes (1887-1905). Il épouse Marguerite Burat (1837-1909), sœur du financier collectionneur Louis Burat et nièce du géologue Amédée Burat (1809-1883), professeur à l’École centrale des arts et métiers.
Après des études secondaires à Marseille et des études de médecine à Paris, Besnier devient interne des hôpitaux de Paris en 1855 puis docteur en 1857. Il reçoit le prix Antoine Portal en 1859 pour son mémoire sur « les étranglements internes ». Il est admis au Bureau central en 1861 et devient médecin des hôpitaux de Paris en 1863.
Il succède à Bazin dans son service de l’hôpital Saint-Louis en 1872 et s’adonne dès lors uniquement à l’étude des maladies de peau. Il se crée rapidement une réputation incontestée, tant en France qu’à l’étranger. Il crée à Saint-Louis le premier laboratoire de recherche histologique et oriente ainsi la dermatologie française dans une voie scientifique et féconde.
Malgré tout son talent et toute sa science qui lui valent fréquemment dans les congrès internationaux les manifestations les plus flatteuses, il n'est pas appelé à professer à la Faculté de médecine où ses connaissances, ses travaux et sa grande autorité semblaient lui assigner une place de premier plan.
Officier de la Légion d'honneur en 1894 et membre de l’Académie de médecine en 1881. Il est vice-président de la Société médicale d’observations, secrétaire de la Société médicale d’émulation et membre de la Société anatomique. Il prend part à plusieurs congrès médicaux : Londres, Berlin… et fonde les Annales de la dermatologie.
En 1896, Henri Becquerel vient le voir pour une grave inflammation de la peau. Besnier émet l'hypothèse que la brulure a été causé par l'échantillon de radium que Becquerel avait conservé dans la poche de son gilet une semaine auparavant. Et après que les expériences des Curie aient confirmé cette hypothèse, il a suggéré qu'il pourrait être utilisé à des fins thérapeutiques de la même manière que les rayons X avaient été jusqu'à ce moment-là.
Ernest Besnier donne son nom à la maladie de Besnier-Boeck-Schaumann qu'il nomme alors "lupus pernio", aujourd'hui appelée « sarcoïdose », affection du système réticulo-endothélial, dont on ne connaît ni la cause ni le mode de production et qui se caractérise par la présence dans les organes atteints de petites tumeurs conjonctives.
Il meurt le 15 mai 1909 en son domicile dans le 8e arrondissement de Paris.

## Distinctions
- Officier de la Légion d'honneur (1894)

## Éponymes
- érythème marginé discoïde de Besnier - synonymes : erythema annulare rheumaticum
- maladie de Besnier-Boeck-Schaumann - synonymes : sarcoïdose
- maladie de Féréol-Besnier - synonymes : érythème scarlatiniforme desquamatif récidivant
- prurigo de Besnier - synonymes : prurigo nodulaire avec un terrain atopique
- prurigo gestationnel de Besnier - synonymes : prurigo apparition précoce de la grossesse, dermatite papuleuse de la grossesse, prurigo de la grossesse, dermatite papuleuse de grossesse de Spangler, dermatoses à IgM linéaire de la grossesse